# Jacob Pereira
Pour les articles homonymes, voir Pereira.
Jacob Pereira (ou Pereyra), né à Bayonne vers 1743 et mort à Paris le 24 mars 1794, était un révolutionnaire français.

## Biographie
Né à Bayonne (Saint-Esprit), vers 1742-1743, issu d'une famille juive d'origine portugaise, il a un temps vécu à Bordeaux où ses descendants vivent encore au début du XXe siècle sous le nom de Pereire. Il est bijoutier puis marchand de tabac et spéculateur. En 1768, il est forcé de s'exiler en Angleterre à cause d'une affaire qu'il a eue avec la sœur d'un banquier juif bordelais. 
Il s'installe à Paris en juillet 1790, au 413 rue Saint-Denis. Fervent jacobin, il prend part aux événements du Champ-de-Mars (17 juillet 1791) et du 10 août 1792. Par la suite, il est envoyé en Belgique comme commissaire auprès du général Dumouriez. 
Proche des Enragés, il participe activement à l'insurrection des 8, 9 et 10 mars 1793. Jacob Pereira dénonce Andrés María de Guzmán comme étant un homme suspect. Comme Guzmán, il habite la section des Piques et fréquente le café Corazza.
Pereira est avec Anacharsis Cloots un des promoteurs de la démission de l'évêque de Paris, Jean-Baptiste Gobel, qu'ils vont trouver le 6 novembre 1793. Le 21 novembre 1793, Robespierre dénonce le mouvement de déchristianisation imposé selon lui comme une manœuvre de l'étranger et demande l'exclusion de Pereira du Club des jacobins.
Incarcéré à la Conciergerie, son procès présidé par René-François Dumas avec Antoine Fouquier-Tinville comme accusateur public s'ouvre le 21 mars 1794 et aboutit à la suite de quatre jours de débats à sa condamnation à la guillotine le 24 mars 1794 (4 germinal an II) avec les Hébertistes.
Thérèse Blum (née Pereyra) fait partie de sa famille.